# Nofollow
NoFollow é um atributo em HTML que instrui os mecanismos de pesquisa a não contar este hyperlink como um ponto a mais no PageRank de site ou blog. Muitos sites tentam burlar o sistema do Google e colocam hyperlinks em outros Blogs sem o atributo Nofollow, o que levou o Google a penalizar estes links.

## NoFollow e o Caffeine
Caffeine é o novo algoritmo desenvolvido pelo Google para avaliação de relevância e distribuição de PageRank que entrou no ar em Junho de 2010 e trouxe com eles muitas mudanças, dentre elas podemos destacar a mais crítica: O nofollow passou a não mais passar PageRank para os links marcados com essa tag (técnica chamada de PageRank Scuplting).
Esse fato trouxe um enorme prejuízo para muitas empresas que utilizavam o atributo rel="nofollow" para se beneficiar com as melhores posições nos resultados dos mecanismos de busca. Devido a essa mudança e os prejuízos que vieram com ela, o dia da implantação do Caffeine pelo Google ficou conhecido como MayDay. O Nofollow foi criado por um ex-empregado do Twitter, que decidiu parar de passar pagerank para sites com linkbuilding outbound e inbound com juice e sem H1.